# Scolosaurus thronus
Scolosaurus thronus es una especie de dinosaurio tireoforo anquilosaurino del género extinto Scolosaurus que vivió a finales del período Cretácico hace aproximadamente entre 76,5 a 75 millones de años, durante el Campaniense, en lo que es hoy Norteamérica.  En 2018, Penkalski nombró esta segunda especie, Scolosaurus thronus. El epíteto específico es en latín para "trono" y se refiere a la posición estratigráfica alta del holotipo en la Formación Parque Dinosaurio, de solo setenta y seis millones de años, y al hecho de que se encontró en lo alto de una colina . El holotipo es el espécimen ROM 1930, encontrado en 1914 por George Fryer Sternberg , que hasta ahora había sido asignado a Euoplocephalus. Además, asignó dos especímenes, CMN 268, un trozo de montaña del primer cuello, y TMP 1998.53.1, un lote de osteodermos estriados.